# Samarevac
Samarevac je naseljeno mjesto u sastavu općine Pelagićevo, Republika Srpska, BiH.

## Povijest
Samarevac se do rata nalazio u sastavu općine Gradačac.

## Stanovništvo
| Samarevac          |              |
| godina popisa      | 1991.        |
| Srbi               | 192 (66,21%) |
| Hrvati             | 22 (7,59%)   |
| Muslimani          | 0            |
| Jugoslaveni        | 0            |
| ostali i nepoznato | 76 (26,20%)  |
| ukupno             | 290          |